# سعيد بن العاص بن أمية
أبو أحَيحة سعيد بن العاص الأموي العبشمي القرشي (88 ق هـ - 2 هـ / 537م - 623م) من أشراف وسادة قبيلة قريش في الجاهلية، وأحد كبار أعيان مكة، كان يُقال له ذو التاج لإنه إذا اعتم بعمامة لم يعتم أحد في مكة بنفس لون عمامته، وقد أدرك سعيد بن العاص بعثة النبي محمد ﷺ ولم يسلم وكان من أشد أعدائه، وقد هلك في بستان له في الطائف عام 2 هـ وله تسعين عاماً.

## نسبه
- هو: سعيد بن العاص بن أمية بن عبد شمس بن عبد مناف بن قصي بن كلاب بن مرة بن كعب بن لؤي بن غالب بن فهر بن مالك بن قريش بن كنانة بن خزيمة بن مدركة بن إلياس بن مُضَر بن نزار بن معد بن عدنان الأموي العبشمي القرشي الكناني ويكنى بأبي أحيحة.
- أمه هي: رَيطة بنت البياع بن عبد ياليل بن ناشب بن غيرة بن سعد بن ليث بن بكر بن عبد مناة بن كنانة بن خزيمة الليثية الكنانية.[2]

## أولاده
كان لسعيد بن العاص الأموي تسعة أولادٍ ذكور وبنت واحدة وهُمَ:
- أحيحة بن سعيد وهو أكبر أولاده وبه كان يُكَنى أبا أحيحة، وكان من فرسان قريش وقد شهد حرب الفجار بين قبائل كنانة وقبائل قيس عيلان وقُتِل فيها في الجاهلية.[3]
- عبد الله بن سعيد صحابي جليل كان اسمه الحكم فغير النبي ﷺ اسمه وسماه عبد الله وكان يكتب في المدينة المنورة وقد قُتِل شهيداً في غزوة مؤته.[4]
- سعيد بن سعيد صحابي قُتِل شهيداً في غزوة الطائف.[5]
- عمرو بن سعيد صحابي جليل من السابقين للإسلام وقد قُتِل شهيداً في معركة أجنادين في خلافة أبو بكر الصديق.[6]
- خالد بن سعيد صحابي جليل من السابقين للإسلام وقد قُتِل شهيداً في معركة مرج الصفر ويُقال في معركة أجنادين.[7]
- أبان بن سعيد صحابي وقد قُتِل شهيداً في معركة أجنادين مع أخيه عمرو، وكان هو الذي أجار عثمان بن عفان لما قدم على أهل مكة لمفاوضتهم في صلح الحديبية.[8]
- عبيدة بن سعيد كان فارساً من فرسان قريش وكان يقال له أبو ذات الكرش قُتِل كافراً في غزوة بدر على يد الزبير بن العوام.[9]
- العاص بن سعيد قُتِل يوم بدر كافراً قتله علي بن أبي طالب وهو والد الصحابي سعيد بن العاص بن سعيد والٍ المدينة في عهد معاوية بن أبي سفيان [10]
- عياش بن سعيد درج ولا عقب له.[11]
- فاختة بنت سعيد تزوجها أبو العاص بن الربيع وولدت له: مريم بنت أبي العاص.[12]